# 托伦特 (赫罗纳省)
托伦特（西班牙語：Torrent），是西班牙加泰罗尼亚赫罗纳省的一个市镇。总面积8平方公里，总人口179人（2001年），人口密度22人/平方公里。